# 斯拉维察·佩齐科扎
斯拉维察·佩齐科扎（1961年9月8日—），波斯尼亚和黑塞哥维那前女子篮球运动员。她曾代表南斯拉夫国家队参加1984年夏季奥林匹克运动会篮球比赛，获得第六名。